# Ernst-Abbe-Denkmal
Das Ernst-Abbe-Denkmal ist eine Gedenkhalle für den Physikprofessor und Sozialreformer Ernst Abbe in Jena.

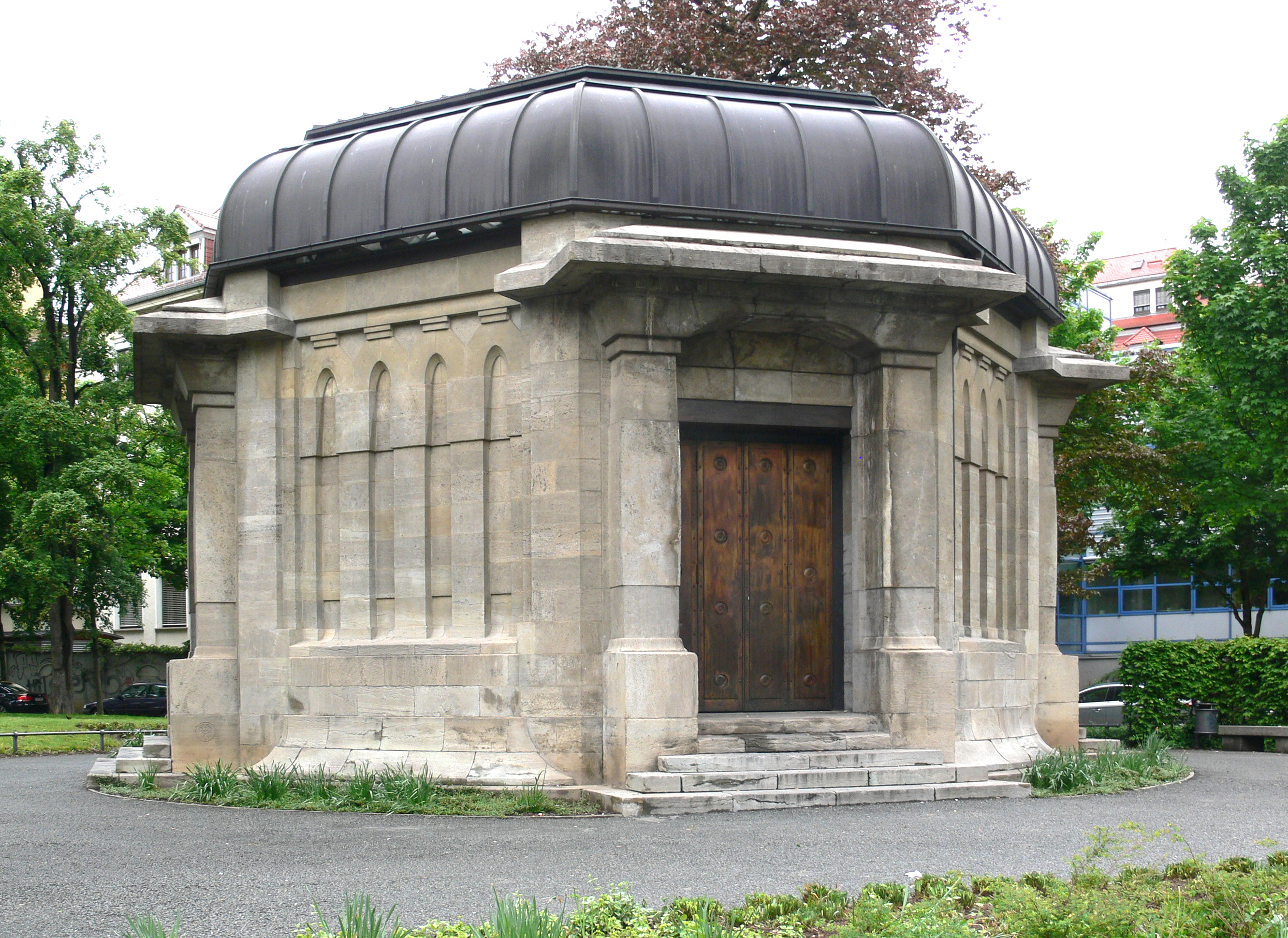
Ernst-Abbe-Denkmal am Carl-Zeiss-Platz

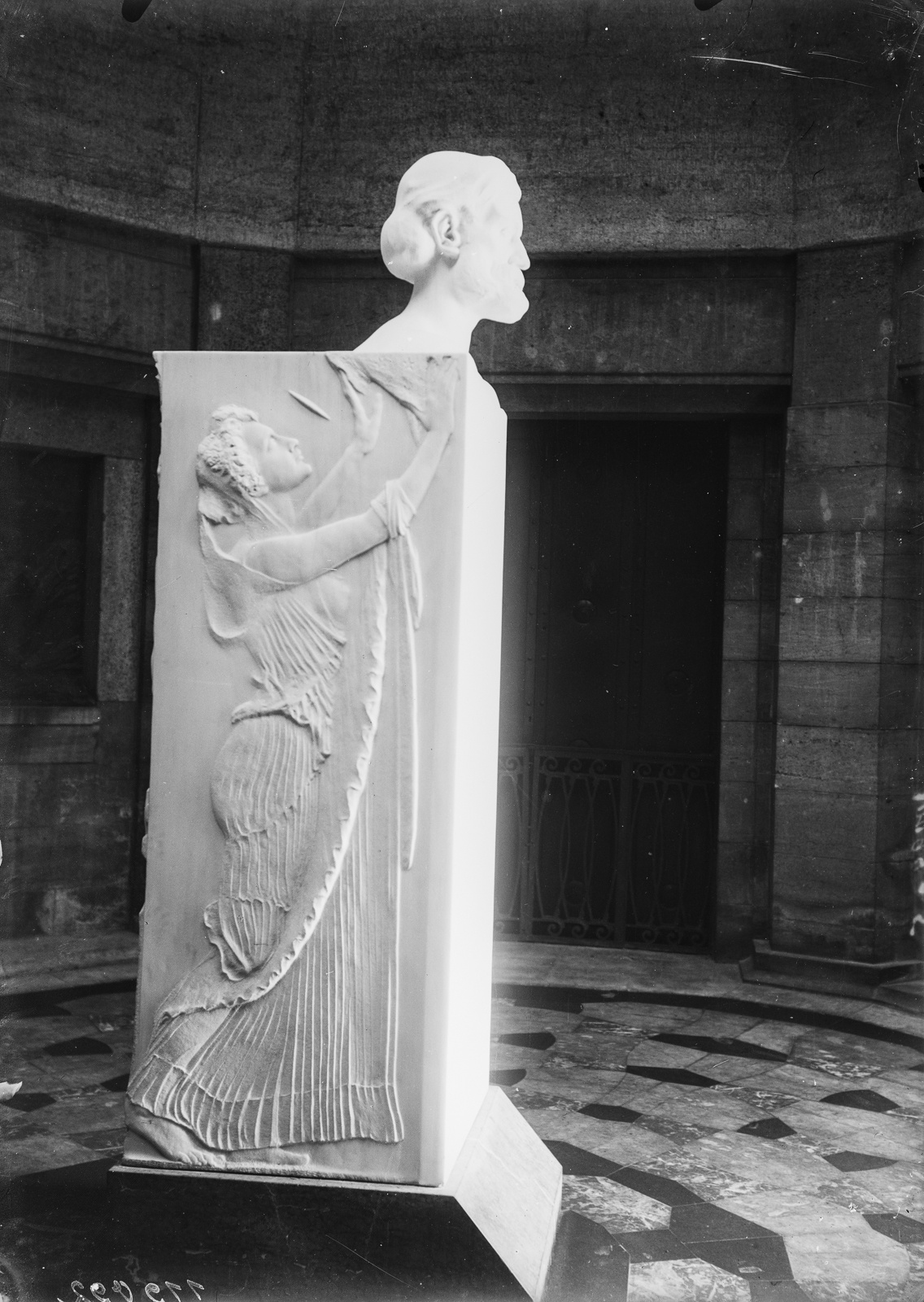
Herme Abbes von Klinger (1925)

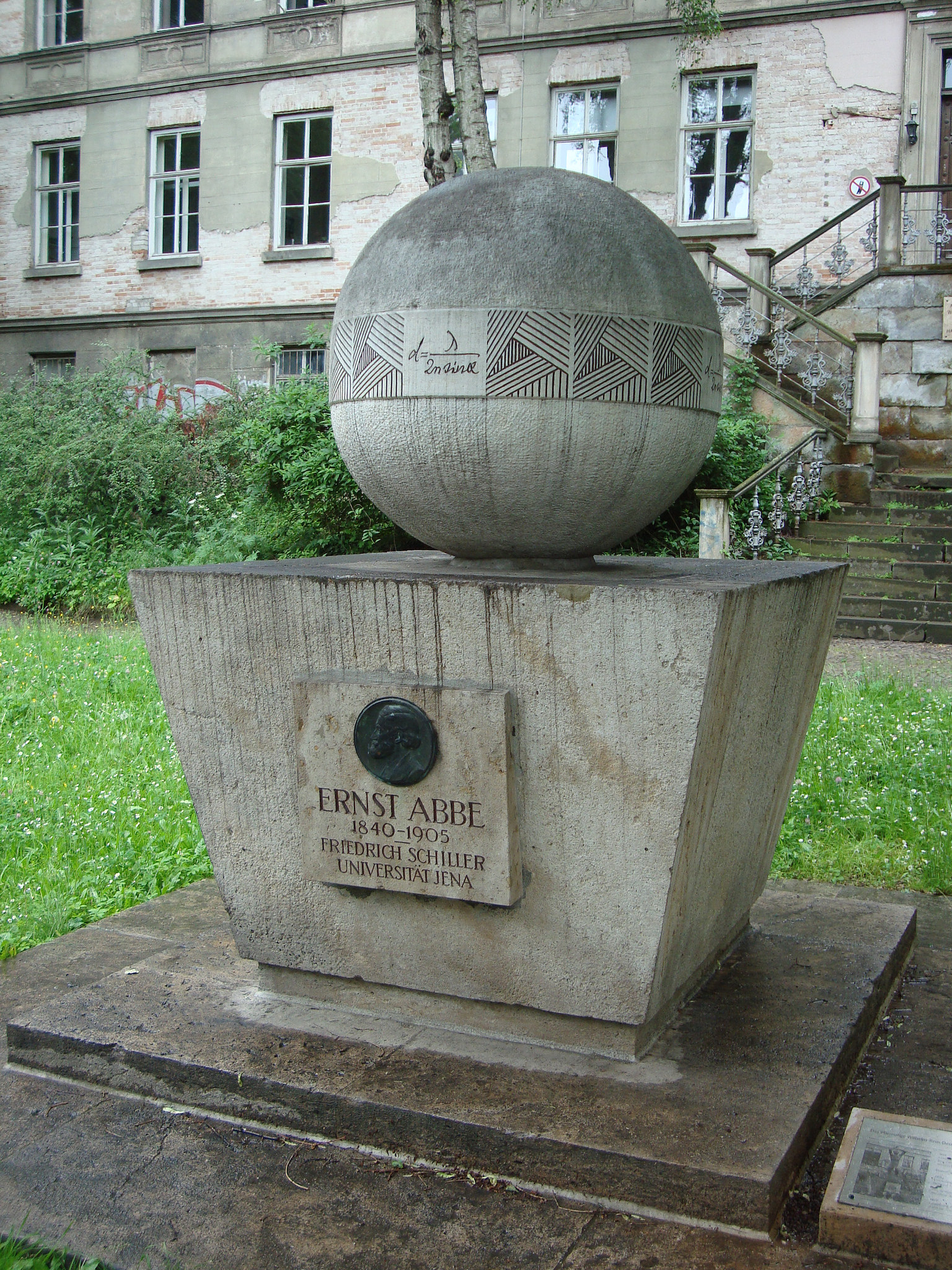
Ernst-Abbe-Denkmal am Fürstengraben

## Carl-Zeiß-Platz
Auf Veranlassung von Eugen Diederichs wurde der „Abbe-Tempel“ in den Jahren 1908–1911 als achteckiger Zentralbau aus Kalkstein mit vier Portalen und einer Lichtkuppel in Stahlbeton errichtet.
Das Denkmal gilt als monumentales Gesamtkunstwerk europäischen Ranges. Es befindet sich unmittelbar an der Wirkungsstätte Abbes auf dem Carl-Zeiß-Platz gegenüber dem Optischen Museum Jena.
Der architektonische Entwurf stammt von Henry van de Velde. Max Klinger schuf die marmorne Herme Abbes, während Constantin Meunier vier fast vollplastische Bronzereliefs zu den Themen Industrie, Bergbau, Ernte und Hafen beitrug.
Die beträchtlichen Baukosten von 115.000.- Mark wurden aus Spendengeldern der Jenaer Bevölkerung gedeckt. Am 30. Juli 1911 erfolgte die feierliche Einweihung mit einem akademischen Zeremoniell in Anwesenheit der beteiligten Künstler.
Nach jahrzehntelanger Vernachlässigung wurden im Rahmen einer Grundsanierung 1994–99 unter anderem die fehlenden Bronzetüren rekonstruiert.

## Fürstengraben
Ein Gedenkstein für Abbe befindet sich am Fürstengraben 23 vor der Alten Universität; er geht auf ein Denkmal für den Pädagogen Wilhelm Rein zurück.
Anlässlich des 70. Todestages von Abbe wurde die im Zweiten Weltkrieg requirierte Jünglingsfigur durch einen Entwurf von Karl Sommerer (1918–1981) ersetzt; das umgewidmete Denkmal wurde 1977 eingeweiht.